# کریستالوندیا
کریستالوندیا (به پرتغالی: Cristalândia) یک منطقهٔ مسکونی در برزیل است که در توکانتینس واقع شده‌است. کریستالوندیا ۱٬۸۴۸ کیلومتر مربع مساحت و ۷٬۲۷۸ نفر جمعیت دارد.